# Expedição 44
Expedição 44 foi uma missão tripulada de longa duração a bordo da  Estação Espacial Internacional. Composta por seis astronautas, três russos, dois norte-americanos e um japonês, ela iniciou-se em 11 de junho de 2015 e teve a duração de três meses.
O astronauta da NASA Scott Kelly e o cosmonauta russo Mikhail Kornienko integraram a  tripulação como parte da Year-Long Mission, uma missão de um ano a bordo da ISS, que será cumprida apenas pelos dois, englobando a participação em várias expedições regulares – eles iniciaram a estadia com a Expedição 43 – como um teste para avaliação de humanos no espaço por um período mais prolongado, visando a futuras missões espaciais à Lua e Marte.
Inicialmente com apenas três tripulantes durante pouco mais de dez dias, foi completada com os três restantes  lançados do Cosmódromo de Baikonur em 22 de julho de 2015, a bordo da nave Soyuz TMA-17M.

## Tripulação
| Posição             | Primeira parte (Junho até julho de 2015) | Segunda parte (Julho até setembro de 2015) |
| ------------------- | ---------------------------------------- | ------------------------------------------ |
| Comandante          | Gennady Padalka                          | Gennady Padalka                            |
| Engenheiro de voo 1 | Mikhail Kornienko                        | Mikhail Kornienko                          |
| Engenheiro de voo 2 | Scott Kelly                              | Scott Kelly                                |
| Engenheiro de voo 3 |                                          | Oleg Kononenko                             |
| Engenheiro de voo 4 |                                          | Kimiya Yui                                 |
| Engenheiro de voo 5 |                                          | Kjell Lindgren                             |

## Insígnia
A insígnia mostra a ISS postada na frente do desenho para estudar a Terra, com o Sol e o Cosmos ao fundo. Os 12 globos terrestres representam a posição do planeta em torno do Sol pelo período de um ano, a duração da missão de Kelly e Kornienko. Quatro das Terras da imagem estão com uma silhueta sob a luz do Sol, representando os quatro meses previstos de duração da Expedição 44 (ela deverá porém durar apenas três meses, devido ao prolongamento em um mês da missão anterior causado pelo acidente de abril de 2015 com a nave não-tripulada Progress M-27M).
As nove estrelas do desenho representam as nove pessoas que visitarão ou trabalharão na ISS durante o curso da missão, incluindo os seis tripulantes, que tem seus nomes escritos na borda da insígnia. O uso de elipses e círculos por toda a insígnia representam o retorno dos investimentos feitos na estação espacial para o progresso e benefício dos seres humanos.

## Missão
Entre as muitas atividades científicas realizadas por esta expedição, estão a instalação de equipamentos e a condução de experiências que ajudarão os cientistas a estudar micropartículas para a nanotecnologia e a nanociência, com a observação de micróbios potencialmente ameaçadores à saúde humana, o exame de cristais líquidos em movimento, e a continuação da comparação da diferença dos efeitos da microgravidade e da gravidade terrestre nos organismos dos dois astronautas gêmeos, Scott na ISS e Mark na Terra.
Esta foi a primeira missão em que os astronautas comeram salada numa refeição feita de vegetais cultivados no espaço. A experiência  Veg-01 consistiu na ingestão de alface romana cultivada em órbita a partir de sementes, higienizada com uma substância a base de ácido cítrico. Essas sementes foram enviadas à ISS em abril de 2014, durante a Expedição 39, e seu primeiro "plantio" na microgravidade ocorreu em maio. Depois de 33 dias de crescimento elas foram enviadas de volta à Terra para estudos sobre a segurança de seu consumo. Com a aprovação, coube à tripulação desta expedição a primeira refeição feita com "salada espacial". A experiência tem a ver com os estudos que estão sendo feitos pela NASA e e pela Roskosmos sobre a possibilidade de uma permanência prolongada de humanos no espaço, com relação à futuras missões para outros planetas, o que inclui a produção dos próprios alimentos. 
Em 4 de setembro, com a chegada da tripulação da Soyuz TMA-18M trazendo o russo Sergei Volkov e dois astronautas novatos e os primeiros de seu país, Andreas Mogensen da Dinamarca e Aidyn Aimbetov do Cazaquistão, a ISS passou cerca de dez dias com uma tripulação de nove homens, pela primeira vez em mais de dois anos. 
A expedição encerrou-se em 11 de setembro de 2015, com a desacoplagem da nave Soyuz TMA-16M, que trouxe de volta à Terra o comandante Padalka junto com os astronautas Andreas Mogensen e Aidyn Aimbetov, que haviam subido ao espaço dez dias antes em seus voos iniciais. Com o fim da missão, Gennady Padalka completou um total de  879  dias em órbita em cinco missões espaciais, mais do que qualquer outro humano.

## Galeria
- Vídeo do lançamento da Soyuz TMA-17M com  Kononenko,  Lindgren e  Yui.

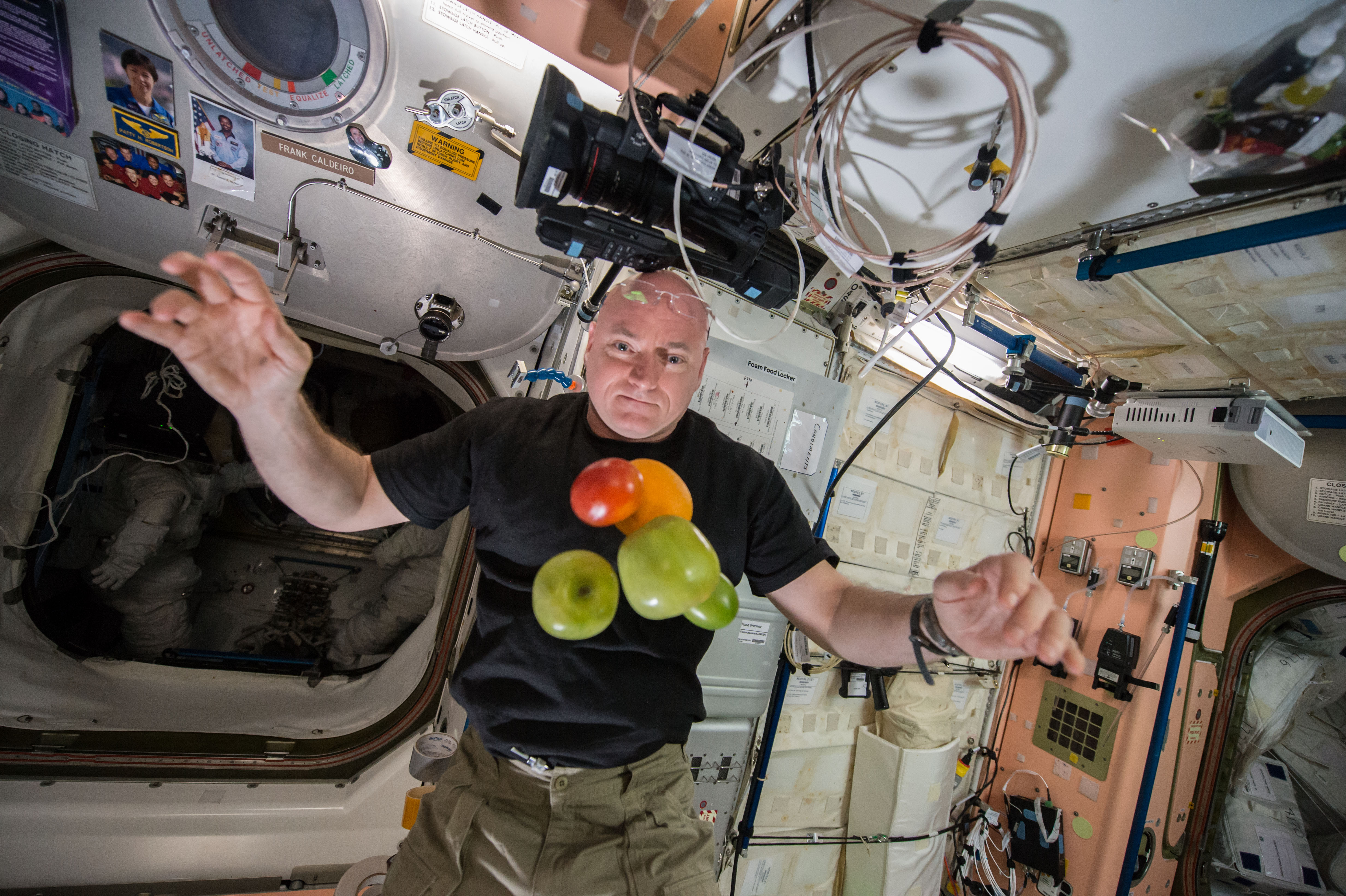
Scott Kelly flutuando entre legumes e frutas.
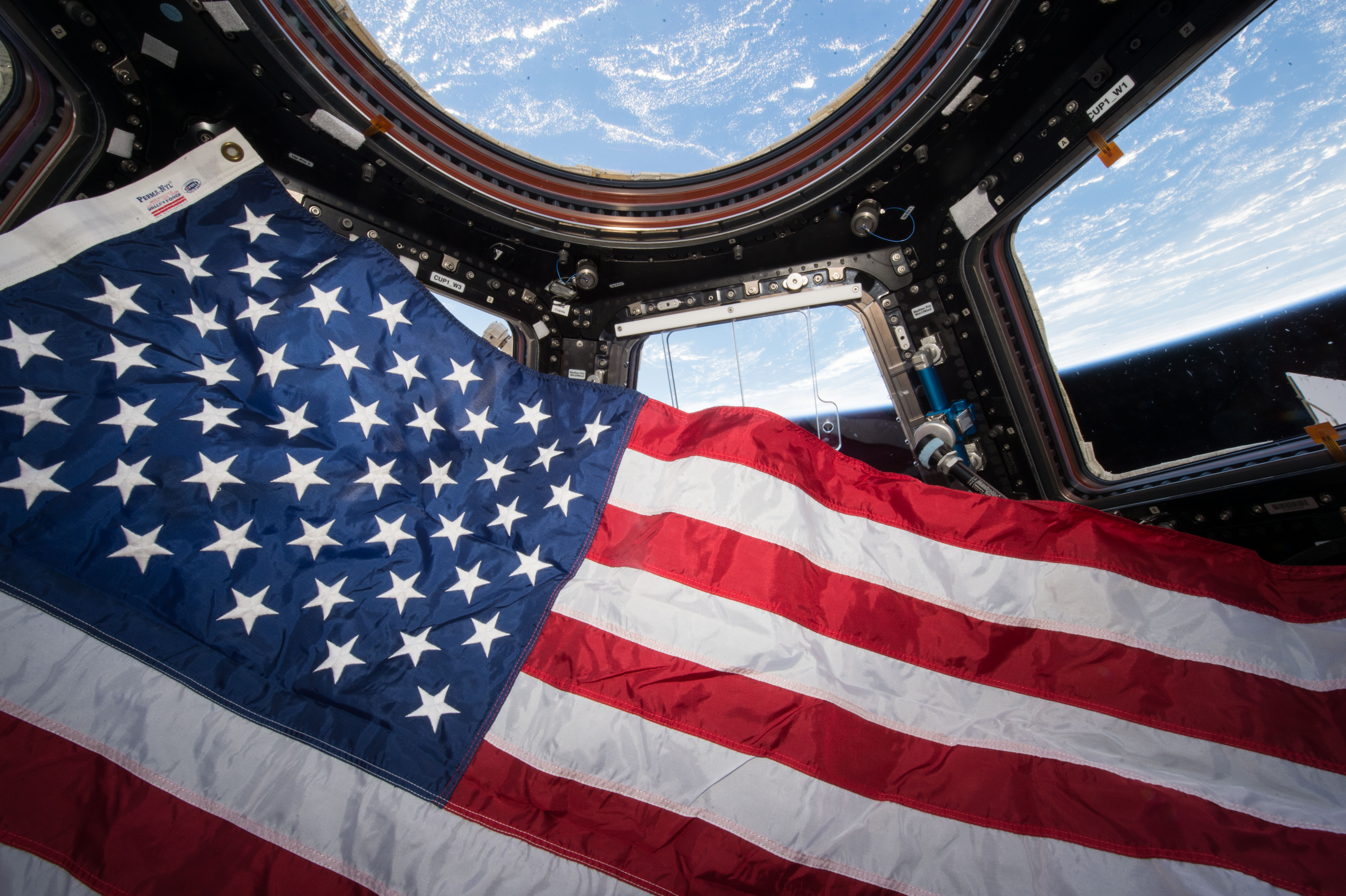
A bandeira norte-americana desdobrada na cúpula da ISS no Dia da Bandeira americano, 14 de junho.
- Filmete sobre a Year-Long Mission e os dois astronautas que a compõem.
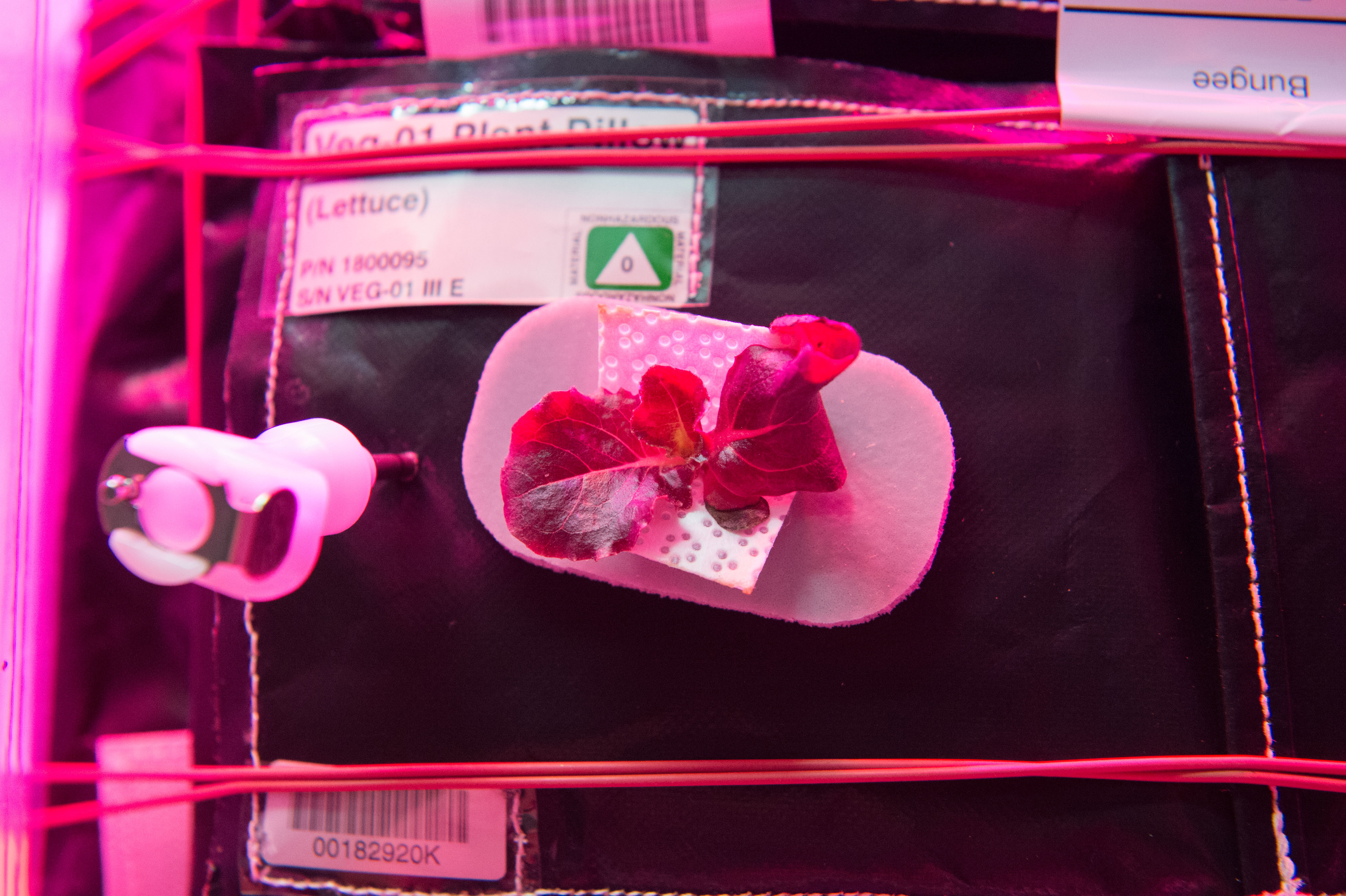
Primeiros vegetais comestíveis germinados no espaço.
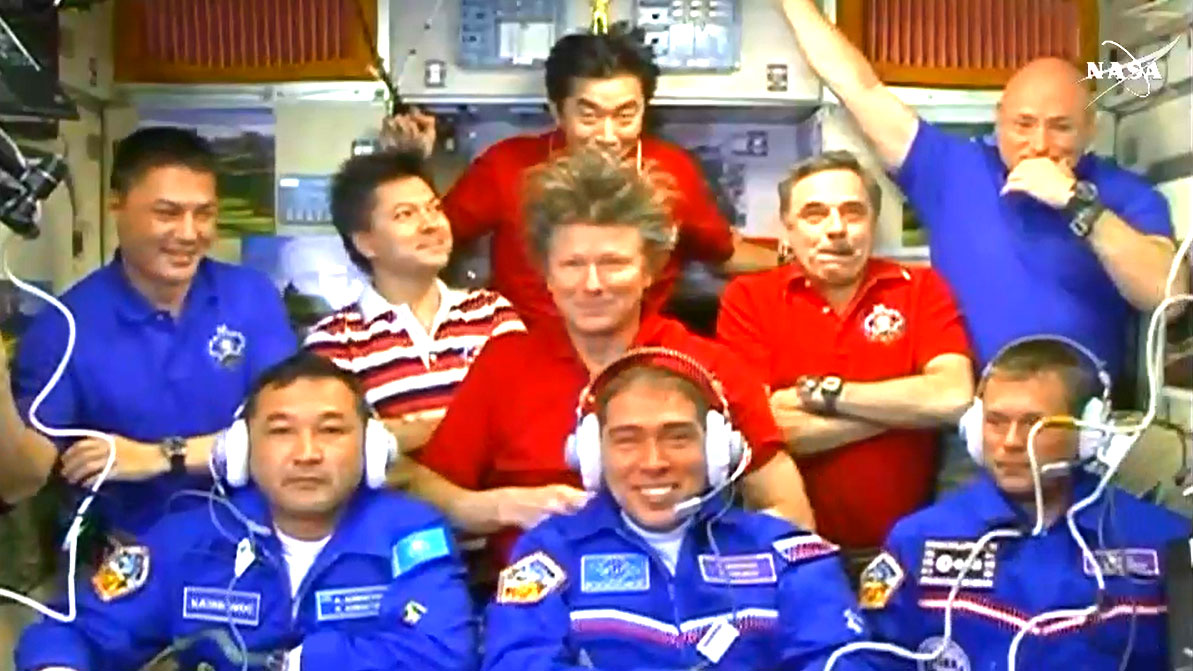
A ISS com nove ocupantes depois da chegada da tripulação da Soyuz TMA-18M, número raro que se manteve por dez dias no espaço.